# King of the World (album)
 (février 2024).
Si vous disposez d'ouvrages ou d'articles de référence ou si vous connaissez des sites web de qualité traitant du thème abordé ici, merci de compléter l'article en donnant les références utiles à sa vérifiabilité et en les liant à la section « Notes et références ».
Albums de Sheila & B. Devotion
Disque d'or - Sheila & B.Devotion
(1979) Pilote sur les ondes
(1980)
Singles
1. Spacer
Sortie : octobre 1979
2. King of the World
Sortie : mai 1980
3. Your Love Is Good
Sortie : 1980

King of the World est un album studio de Sheila & B. Devotion sorti le 27 juin 1980 et distribué dans le monde entier. L'album a été écrit et produit par Bernard Edwards et Nile Rodgers du groupe américain Chic.
Les photographies recto et verso de la pochette sont de John Shaw. Cette pochette montre un parachute qui est du Head Corn Parachute Club.

## Liste des titres
Toutes les chansons sont écrites et composées par Bernard Edwards et Nile Rodgers.
| A1. | Spacer                         | 5:57 |
| A2. | Mayday                         | 3:41 |
| A3. | Charge Plates and Credit Cards | 4:29 |
| A4. | Misery                         | 3:03 |
| B1. | King of the World              | 4:32 |
| B2. | Cover Girls                    | 4:29 |
| B3. | Your Love Is Good              | 4:42 |
| B4. | Don't Go                       | 4:29 |

Titres en bonus sur la réédition en CD de 2006 pour la France :
1. Your Love Is Good (Original US 12" Promo) - 4:50
2. Spacer (Lost In Space Mix) - 6:45
3. Spacer (Lost In Space Dub Mix) - 6:09
4. Spacer (Down To Earth Mix) - 7:29
5. Spacer (Remix Radio Edit) - 4:07
6. Spacer (DMC Remix) - 7:49

Titres en bonus sur la réédition remastérisée 40e anniversaire sur double CD de 2020 :
Disque CD 1 (en bonus des 8 titres originaux remastérisés):
1. Spacer (publicité radio Us - 1980) - 1:04
2. Your Love Is Good (Original Us single version / Promo) - 4:46
3. Spacer (Original 7" edit) - 3:29
4. King of the World (Original 7" Edit) - 3:56
5. Spacer (Instrumental - Outtake 1) (2008) - 1:52
6. Spacer (Instrumental - Outtake 2) (2008) - 1:33
7. Your Love Is Good (Instrumental - Outtake) (2010) - 2:45
8. King of the World (Instrumental - Outtake ) (2020) - 6:07
9. Cover Girls (Instrumental - Outtake) (2020) - 2:46

Disque CD 2 :
1. Spacer (A Tom Moulton Mix) (2020) - 9:56
2. King of the World (Fred Falke Club Remix) (2020) - 6:13
3. Your Love Is Good (Dimitri from Paris Remix Remaster) (2018)- 6:25
4. Don't Go (Fred Falke Club Remix) (2020) - 5:40
5. Your Love Is Good (Young Pulse Remix) (2019 - inédit en CD) - 9:25
6. Cover Girls (2020 Extended String Mix) (2020) - 5:00
7. Spacer (Monsieur Willy Rework) (2020) - 4:15
8. Spacer (Monsieur Willy Remix) (Dub Version) (2019 - inédit en CD) - 6:44
9. Spacer (the Freak Out Remix Respect to CHIC) (2006)- 12:01

## Crédits
- Sheila - interprète
- Alfa Anderson - chœurs
- Fonzi Thornton - chœurs
- Luci Martin - chœurs
- Michelle Cobbs - chœurs
- Bernard Edwards - guitare basse
- Francis Moze - basse
- Tony Thompson - batterie
- Nile Rodgers - guitare
- Andy Schwartz - claviers, Fender Rhodes
- Raymond Jones - claviers, Fender Rhodes
- Sammy Figueroa - percussion
- Cheryl Hong (The Chic Strings) - cordes
- Karen Milne (The Chic Strings) - cordes
- Marianne Carroll (The Chic Strings) - cordes
- Gene Orloff - chef d'orchestre

## Production

### France
- Édition Album original :
  - 33 tours / LP Stéréo  Carrère 67393 sorti en 1980
  - Cassette audio  Carrère 70.393 sortie en 1980

- Rééditions de l'album :
  - Édition CD  East West 13657.2, date de sortie : 1996.
  - Édition CD  WEA Music 387128, date de sortie : 2006.
  - Édition CD  WEA Music 838954, (édition collector 1 disque, 1 histoire, 1 objet) date de sortie : octobre 2008.
  - 33 tours / LP Stéréo  Warner Music, (édition picture disc) - date de sortie : juillet 2016.
  - Édition double 40e anniversaire CD  WEA Music 0190295242039, remastérisé, date de sortie : juin 2020.
  - 33 tours 40e anniversaire / LP Stéréo  WEA Music 0190295269661 , (édition remastérisée - vinyle rouge) - date de sortie : juin 2020.
  - 33 tours  / LP Stéréo  WEA Music 0190295233617 , (édition remastérisée - vinyle transparent) - date de sortie : juin 2020.
  - Édition coffret numéroté remastérisé 40e anniversaire Ultimate Edition contenant: un double CD  + un double 33 tours / LP Stéréo  + un DVD, WEA Music 0190295253585, date de sortie : juin 2020.

### Etranger
- Édition Album original :
  -  Afrique du Sud - 33 tours / LP Stéréo  Carrère CREJ 8001 sorti en 1980 / K7 Stéréo  sortie en 1980
  -  Algérie - 33 tours / LP Stéréo  sorti en 1980 / K7 Stéréo  sortie en 1980
  -  Allemagne - 33 tours / LP Stéréo  Carrère 2934.127 sorti en 1980
  -  Argentine - 33 tours / LP Stéréo  SUP.80141 sorti en 1980
  -  Brésil - 33 tours / LP Stéréo  Carrère Top Tape 504.7138 sorti en 1980 / K7 Stéréo  sortie en 1980
  -  Canada - 33 tours / LP Stéréo  Carrère CAR 38.124 sorti en 1980
  -  Corée du Sud - 33 tours / LP Stéréo  Carrère 67.393 sorti en 1980
  -  Espagne - 33 tours / LP Stéréo  Carrère CAR 0007 sorti en 1980 / K7 Stéréo  sortie en 1980
  -  États-Unis - 33 tours / LP Stéréo  Carrère CAR 38.124 Atlantic sorti en 1980 / K7 Stéréo  sortie en 1980
  -  Grèce - 33 tours / LP Stéréo  Carrère 67.393 sorti en 1980
  -  Israël - 33 tours / LP Stéréo  Carrère CARE 67.393 sorti en 1980
  -  Italie - 33 tours / LP Stéréo  Carrère ILS 9066 sorti en 1980
  -  Japon - 33 tours / LP Stéréo  Carrère Victor VIP 6746 sorti en 1980
  -  Liban - K7 Stéréo  747 DISCO STEREO 4823 sortie en 1980
  -  Malaisie - 33 tours / LP Stéréo  Carrère Acrobat 67.393 sorti en 1980
  -  Mexique - 33 tours / LP Stéréo  Carrère MS.2169 sorti en 1980
  -  Portugal - 33 tours / LP Stéréo  Carrère 6399.094 sorti en 1980
  -  Suède - 33 tours / LP Stéréo  Carrère CARS 67.393 sorti en 1980
  -  Taïwan - 33 tours / LP Stéréo  JJ Records JJB-6276 sorti en 1980
  -  Thaïlande - K7 Stéréo  PA.PA STEREO S.1605F sortie en 1980
  -  Venezuela - 33 tours / LP Stéréo  Carrère CALPS 13000 sorti en 1980

- Réédition de l'album :
  -  Europe - CD  WEA Music 362729, date de sortie : 2006.

## Les extraits de l'album
- Spacer / Don't go
- King of the World / Mayday
- Your love is good (remix) / Your love is good (single proposé uniquement aux États-Unis).
- Maxi 45 tours : Spacer / Don't go
- Maxi 45 tours : King of the world / Mayday
- Maxi 45 tours : Your love is good (remix) / Your love is good (Maxi promo proposé uniquement aux États-Unis).

## Classement
Meilleur classement pour la réédition en 2020 :
| Pays     | Meilleure position |
| -------- | ------------------ |
| France   | 199                |
| Belgique | 21                 |